# Hervormde kerk (Geersdijk)
De Hervormde kerk is een voormalig kerkgebouw in de Noord-Bevelandse plaats Geersdijk, gelegen aan Geersdijkseweg 2. Het huidige gebouw werd gebouwd in 1960 ter vervanging van een eerder gebouw uit 1927. In 1987 werd de kerk buiten gebruik gesteld, maar is tussen 1989 en 1999 nog gebruikt door de evangelische stichting Nieuw Leven Ministries. Na 2003 is de kerk omgebouwd tot woonruimte.

## Geschiedenis
Aanvankelijk kerkten de hervormden van Geersdijk in het nabijgelegen Wissenkerke, maar met name bij de mensen die slecht ter been waren, ontstond de behoefte voor een eigen kerkgebouw in Geersdijk. Daarom werd in 1927 een eenvoudig zaalkerkje met 130 zitplaatsen in gebruik genomen aan de Geersdijkseweg als afdeling onder de hervormde kerk van Wissenkerke. Hierdoor kreeg de gemeente geen eigen predikant, maar in 1940 werd L. Kraak als voorganger aangesteld die, met uitzondering van de sacramentsbediening, het ambtswerk in Geersdijk op zich nam.
Tijdens de watersnood van 1953 kwam Geersdijk ook onder water te staan, waardoor veel gebouwen werden aangetast door het zoute water. De hervormde kerkvoogdij vond de schade echter relatief meevallen, en meldde zich niet bij de Stichting Nationaal Rampenfonds. Echter, nadat de plaatselijke gereformeerde kerk besloot tot nieuwbouw tegenover de hervormde kerk, gefinancierd door het Nationaal Rampenfonds, ontstond bij de hervormden ook de behoefte voor nieuwbouw. Zeker toen de toenmalige burgemeester na het leggen van de eerste steen van de nieuwe gereformeerde kerk in november 1958 op de slechte staat van het hervormde kerkgebouw wees. Nu werd toch contact gelegd met het fonds en de architect van de gereformeerde kerk, ir. P. 't Hooft, werd opdracht gegeven om de mogelijkheden tot opknappen te onderzoeken.
Na een inspectie schatte hij de kosten voor restauratie rond de 50.000 gulden en volledige nieuwbouw tussen de 40.000 en 56.000 gulden. Omdat nieuwbouw mogelijk niet alleen goedkoper, maar ook duurzamer zou zijn, werd voor dit laatste besloten. Op 3 januari 1960 vond de laatste dienst plaats, waarna de sloop werd aangevangen. In februari werd begonnen met de nieuwbouw, door aannemer R. Slotema. In september was de bouw van het exterieur voltooid, maar vonden er in het gebouw nog werkzaamheden plaats. Op 18 januari 1961 werd het gebouw officieel overgedragen door het Rampenfonds en in gebruik genomen door ds. W. Koole.

## Herbestemming
In het midden van de jaren 1980 gingen de hervormden Samen op Weg met de gereformeerden, waardoor het hervormde kerkgebouw overbodig en in 1987 gesloten werd. Een voorstel om het gebouw te herbestemmen als jeugdsoos en gymnastiekruimte werd door de gemeenteraad van Wissenkerke verworpen. Na twee jaar leegstand werd het gebouw in 1989 verkocht aan de regionale evangelische gemeente 'Nieuw Leven Ministries'. Deze gemeente was daar in 1987 ontstaan en door groeiende belangstelling werden vanaf maart 1997 ook diensten gehouden in Middelburg. Vanaf begin 1999 werden daar alle diensten gehouden, waardoor de kerk in Geersdijk weer leeg kwam te staan.
In 2002 werd het gebouw verhuurd aan pianiste Martine Davidian die het gebouw gebruikte als concertzaal en openstelde voor muzikale activiteiten. In deze periode stond het bekend als het 'Haydn Huis'. Per januari 2004 werd dit huurcontract gestopt en het gebouw verkocht om omgebouwd te worden tot woonhuis.

## Het gebouw
Het gebouw betrof een eenvoudige zaalkerk onder zadeldak met een portaal in de zijgevel. Links van het portaal lag een aanbouw met kapstokken, toilletten en een consistorie. Rechts lag de kerkzaal. Boven het portaal stond een betonnen kruis. De vloer in de kerkzaal was vervaardig van donker congolees wengé hout. In de kerk bevond zich sinds 1968 een koororgel, gebouwd door Van Vulpen uit Utrecht. Deze werd in 1987 overgeplaatst naar het Prins Mauritscollege in Middelharnis.